# 小坂なおみ
小坂 なおみ（こさか なおみ、1984年6月16日 - ）は、富山県出身のものまねタレント。テニス選手の大坂なおみのものまねをしている。身長は大坂より25cm低い155cm。テニス経験は、高校の体育の授業のみ。

## 来歴
専門学校卒業後、神奈川県内で服飾関係の会社に勤務。
30歳から歌手を目指して活動を開始。歌謡コンテストにて知り合った芸人（吉本興業所属「おとんがポックリ残されたうちら」の小春誠治）から「大坂なおみに似ている」と言われたことをきっかけに、2017年1月より「小坂なおみ」としてものまねタレントに転向する。R-1ぐらんぷり2017に出場し1回戦で敗退したものの、敗退者の中から審査員の印象に残った1人が選ばれる「ひとりでよく頑張ったで賞」を受賞。
2018年9月に大坂が全米オープンで初優勝を飾った際には号泣して放心状態となり、その日だけで仕事の依頼が10件以上来た。
2018年10月6日、TBS『オールスター感謝祭』に初出演。出演中に抱えていたラケットは大坂本人のサインが入ったラケットで、ヨネックスから「感謝祭に出演するならこのラケットを持って出ませんか?」と提案があり1日借りたものだった。
2018年11月30日放送の『ものまね王座決定戦 年に一度の鉄板ネタガチンコバトルスペシャル』に出演し、大坂なおみの格好でEvery Little Thingの『fragile』を歌いテレビ初歌唱。司会の西山喜久恵アナから「歌上手だったのがびっくり」と評された。
元バスケ部で、2019年2月9日には地元・富山で行われたBリーグ・富山グラウジーズ対大阪エヴェッサ戦にゲストで呼ばれている。
2019年11月に都内で行われた大坂のイベントを一般観覧し、本人と初対面。「ナオミサーン」とものまねで呼び掛けると、二度見された後、「Look like me（私に似ているわ）」と“公認”をもらい、サンバイザーにサインをもらっている。
「てくてくのもり」名義で弾き語りライブも行っている。2020年9月には大坂の応援歌『キラキラ』を作り、歌唱動画を公開している。また、フリーで衣装製作、茅ヶ崎のマレーシア料理店でのアルバイトもしており、2021年2月に大坂が全豪オープンで優勝した試合はバイト先で唐揚げを調理しながら、店の許可をもらいタブレット端末で観戦していた。

## 出演

### テレビ
- スポーツ酒場 語り亭（2018年9月17日、NHK BS1）
- オールスター感謝祭（2018年10月6日・2019年4月6日、TBS）
- オールスター後夜祭（2018年10月7日・2019年4月7日[14]、TBS）
- ザ・細かすぎて伝わらないモノマネ（2018年11月24日、フジテレビ）
- ものまね王座決定戦（2018年11月30日、フジテレビ）
- 第70回NHK紅白歌合戦（2019年12月31日、NHK） 郷ひろみの応援ゲストで、錦織圭のモノマネをするキャベツ確認中・しまぞうZらと出演

### 映画
- コンフィデンスマンJP -プリンセス編（2020年7月23日公開、東宝）